# Ausburn Birdsall

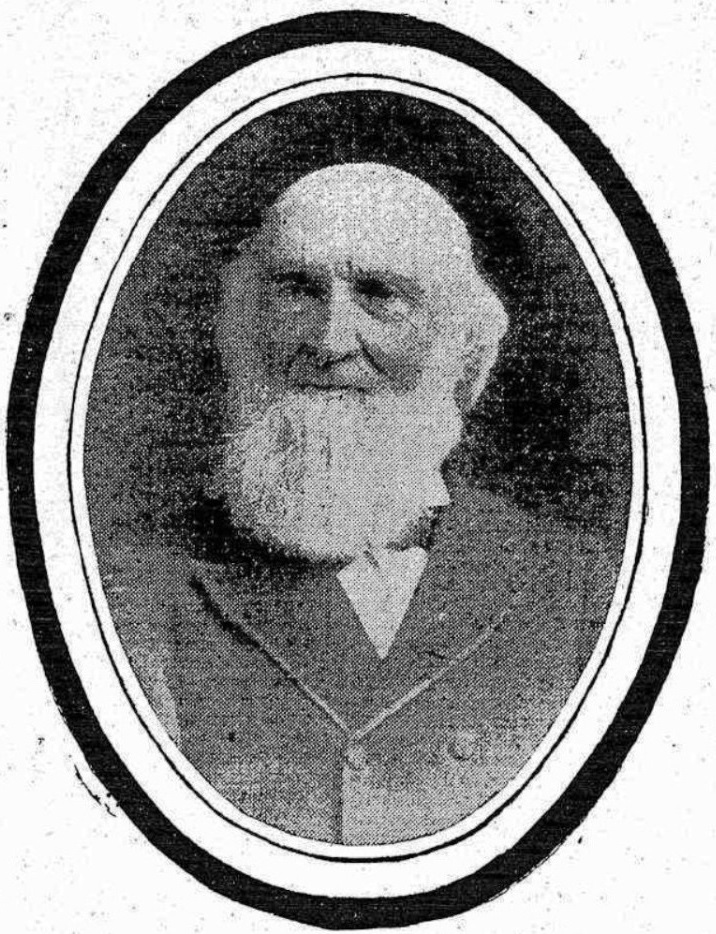
Ausburn Birdsall

Ausburn Birdsall (* 13. November 1814 in Otego, New York; † 10. Juli 1903 in New York City) war ein US-amerikanischer Jurist und Politiker. Zwischen 1847 und 1849 vertrat er den Bundesstaat New York im US-Repräsentantenhaus.

## Werdegang
Ausburn Birdsall wurde während des Britisch-Amerikanischen Krieges im Otsego County geboren. Er studierte Jura. Nach dem Erhalt seiner Zulassung als Anwalt begann er in einer Privatpraxis zu praktizieren. Er war Bezirksstaatsanwalt im Broome County. Politisch gehörte er der Demokratischen Partei an.
Bei den Kongresswahlen des Jahres 1846 für den 30. Kongress wurde Birdsall im 22. Wahlbezirk von New York in das US-Repräsentantenhaus in Washington, D.C. gewählt, wo er am 4. März 1847 die Nachfolge von Stephen Strong antrat. Er schied nach dem 3. März 1849 aus dem Kongress aus.
Nach seiner Kongresszeit war er Supply Supervisor in der US Navy. Er starb am 10. Juli 1903 in New York City. Sein Leichnam wurde auf dem Spring Forest Cemetery in Binghamton beigesetzt, allerdings 1910 auf den Woodlawn Cemetery in der Bronx umgebettet.